# Jessica Lee Rose
Jessica Lee Rose (Salisbury, Maryland, 26 de abril de 1987) é uma atriz americana criada na Nova Zelândia que ficou famosa a partir de seu video blog Lonelygirl15 no YouTube.